# Mickey Petersen
Mickey Dinsen Petersen (* 12. September 1989 in Kopenhagen) ist ein professioneller dänischer Pokerspieler. Er gewann 2012 das Main Event der European Poker Tour.

## Persönliches
Petersen stammt aus Espergærde auf Seeland. Er spielte das Sammelkartenspiel Magic: The Gathering und kam darüber zum Poker. Petersen lebt in London.

## Pokerkarriere
Vor einem geplanten Studienbeginn machte Petersen ein Jahr Pause und feilte in dieser Zeit an seinen Pokerfertigkeiten. Er entwickelte sich auf der Plattform PokerStars unter dem Nickname mement_mori zu einem der besten Onlinepoker-Turnierspieler und stand im Jahr 2010 zwischenzeitlich auf Platz zwei des PokerStake-Rankings, das die erfolgreichsten Onlinepoker-Turnierspieler weltweit listet. Er gehörte bis April 2017 dem Team Pro Online des Team PokerStars an.
Seine erste Geldplatzierung bei einem Live-Turnier erzielte Petersen im Juni 2009 in Dublin. Im Februar 2012 gewann er das Main Event der European Poker Tour in Kopenhagen und erhielt dafür eine Siegprämie von umgerechnet knapp 450.000 US-Dollar. In London entschied er im September 2012 die English Poker Open mit einem Hauptpreis von umgerechnet rund 125.000 US-Dollar für sich. Seine bis dato letzte Live-Geldplatzierung erzielte Petersen im Oktober 2015.
Insgesamt hat sich Petersen mit Poker bei Live-Turnieren knapp 1,5 Millionen US-Dollar erspielt.